# بولک و لولک (فیلم)
بولک و لولک (لهستانی: Bolek i Lolek) یک فیلم کمدی به کارگردانی میخاو واشینسکی است که در سال ۱۹۳۶ منتشر شد.
از بازیگران آن می‌توان به آدولف دیمشا، یانینا ویلچوونا و آندژی بوگوتسکی اشاره کرد.